# Square Garibaldi
Pour les articles homonymes, voir Garibaldi (homonymie) et Monument à Garibaldi.
Le square Garibaldi est un square du 15e arrondissement de Paris, dans le quartier de Grenelle.

## Situation et accès
Près du boulevard de Grenelle, il est le pendant, du côté ouest, du square Cambronne, dont il est séparé par l’avenue Roger-Cahen. Il est entouré sur les deux autres côtés par la rue Alexandre-Cabanel.

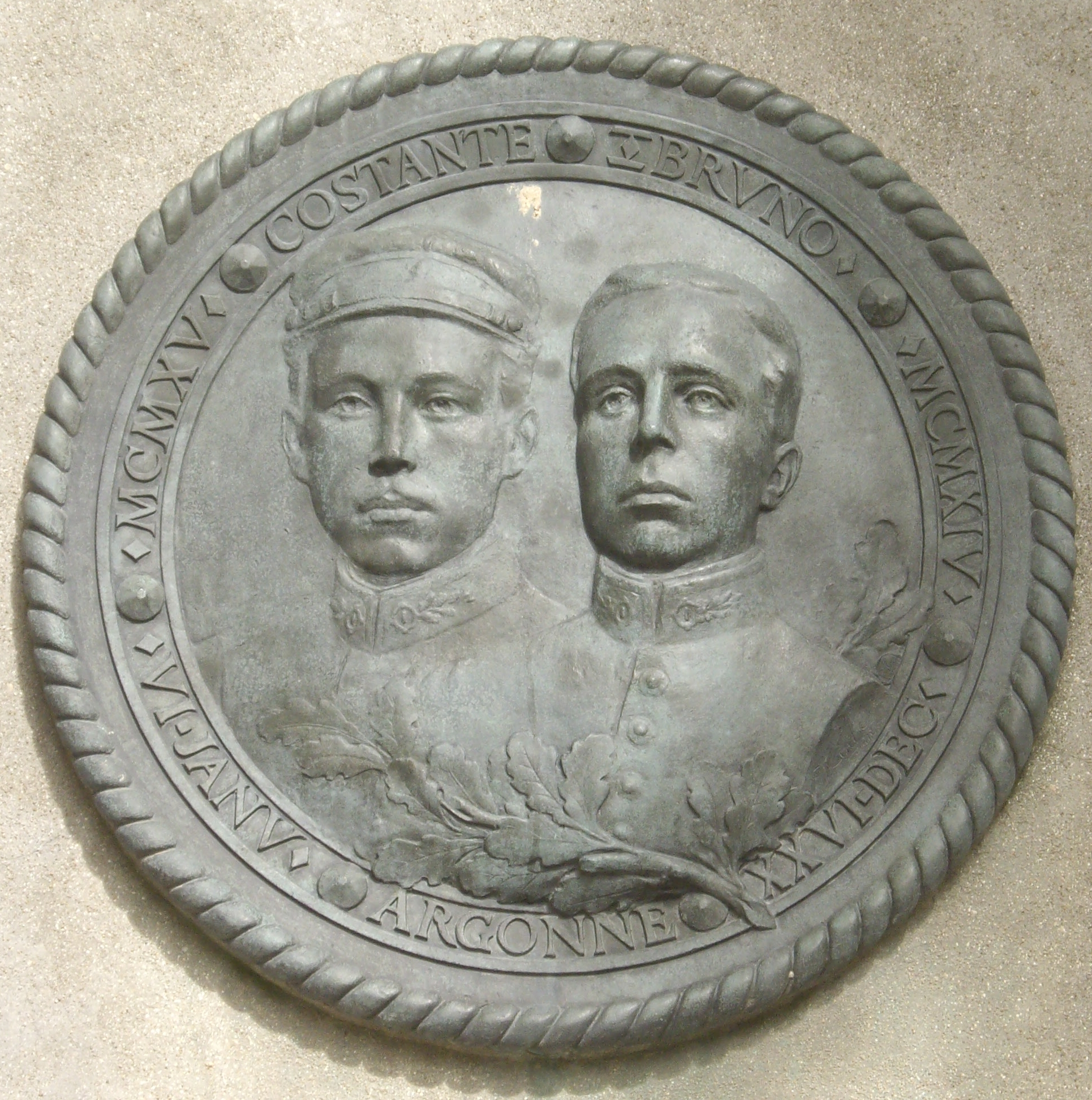
Costante et Bruno Garibaldi.

Une curiosité est que, parmi les deux squares jumeaux, le square Garibaldi est plus éloigné du boulevard Garibaldi que le square Cambronne. Cette particularité est la cause d’erreurs (inversion des deux appellations) que l’on trouve dans certains plans.
Une plaque se trouvant dans le square Garibaldi et mentionnant « square Cambronne » indique que les deux squares jumeaux partageaient autrefois la même appellation de « square Cambronne ». Dans cette acception  large, le square Cambronne était traversé par l’avenue de Lowendal et était entouré sur trois côtés par la rue Alexandre-Cabanel.

## Origine du nom
Il rend hommage au général et homme politique italien Giuseppe Garibaldi (1807-1882).

## Historique
Il a été créé en 1881 et a une superficie de 1 377 m2.

## Décoration

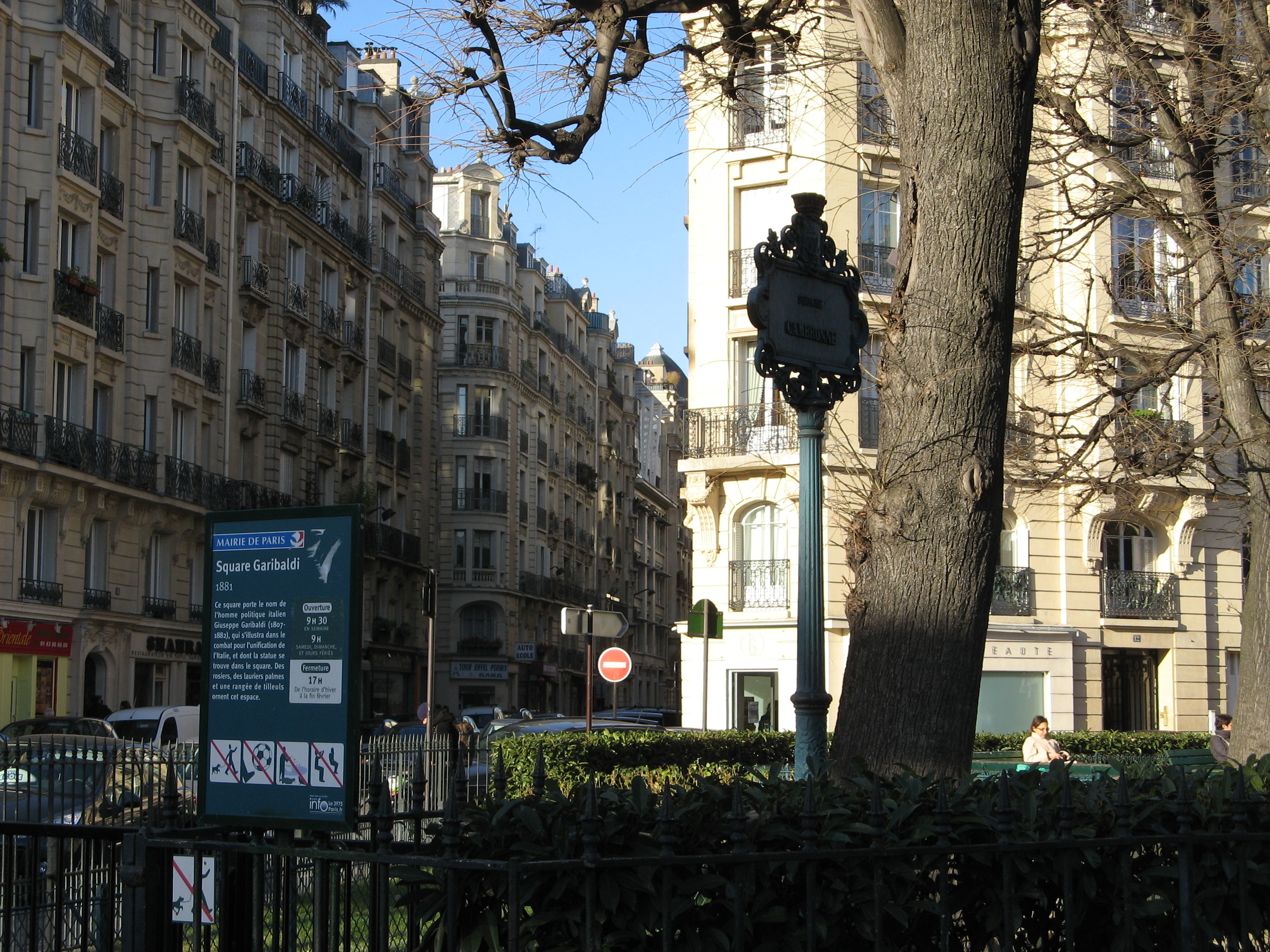
Le panneau vert indique « square Garibaldi » et la plaque portée par une poteau (signalétique d’un type plus ancien) indique « square Cambronne ».

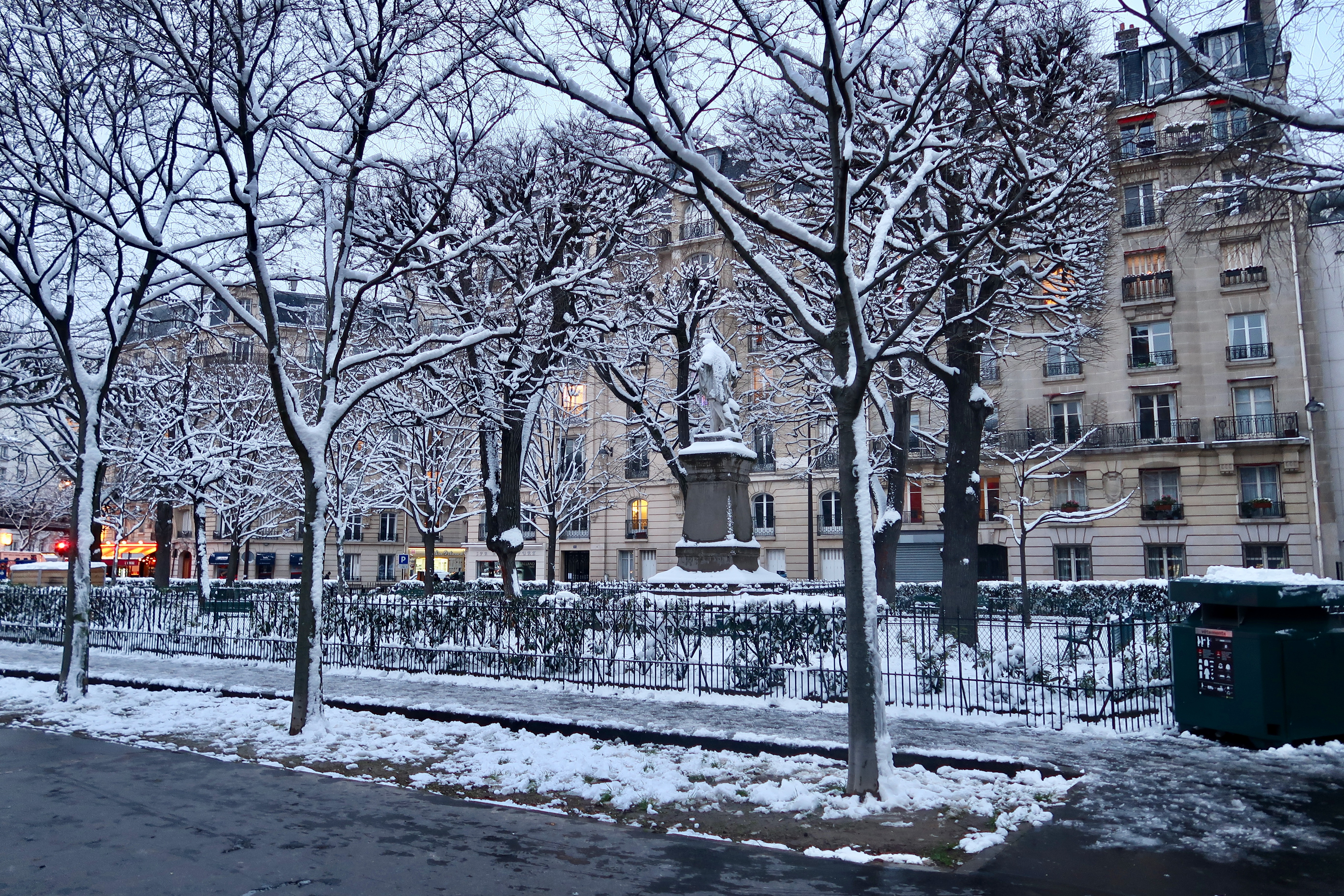
Le square Garibaldi sous la neige.

On y trouve le monument à Giuseppe Garibaldi, offert à la Ville de Paris par la Ligue franco-italienne, une statue de marbre due au sculpteur italien Vincenzo Cochi. Sur le socle, un médaillon de bronze de Vincenzo Cochi, inauguré le 25 mai 1917, représente deux descendants du héros italien, Costante et Bruno.
Costante Garibaldi (1892-1915) et Bruno Garibaldi (1889-1914) sont les petits-fils de Giuseppe Garibaldi (1807-1882). Ils sont tous deux les fils de Ricciotti Garibaldi (1847-1924). Ils sont morts au combat en Argonne, sous l’uniforme français et à des dates rapprochées. Le médaillon indique que Costante mourut en MCMXV (1915), le VI JANV (6 janvier) et Bruno en MCMXIV (1914) le XXVI DEC (26 décembre).
Durant la Grande Guerre, le royaume d’Italie commença par rester neutre avant de rejoindre le camp de la France et du Royaume-Uni en déclarant la guerre à l’Autriche-Hongrie le 23 mai 1915. 
Plusieurs membres de la famille Garibaldi s’engagèrent dans l’armée française durant cette période de neutralité de leur pays.

## Activités
Il possède une aire de jeux aménagée pour les enfants de moins de 12 ans.